# کویتوباکیتو (آریزونا)
کویتوباکیتو (به انگلیسی: Quitobaquito) یک منطقهٔ مسکونی در ایالات متحده آمریکا است که در آریزونا واقع شده است. کویتوباکیتو ۳۳۰ متر بالاتر از سطح دریا واقع شده است.